# Baseよしもと ナマワラb
baseよしもと ナマワラbは、ラジオ大阪で、2008年3月31日から2011年1月27日まで放送されていたラジオ番組。

## 放送時間
- 毎週月曜～木曜　22:30 - 23:30

## 概要
- 吉本興業所属で、baseよしもとを中心に活動する若手お笑い芸人がパーソナリティを日替わりで務める。前身番組の『Baseよしもとガンラジ』のパーソナリティーの多くがbaseよしもとを4月をもって卒業の為に内容とパーソナリティー、番組名などを一新。

- 番組名にある「ワラb」とはbaseよしもとの新システムの総称。

- 2011年1月27日をもって番組終了。後継番組は出演者はそのままで、「5upよしもと ガチモリ」が同年2月から放送。

## 出演者の変遷
| 期間                         | 月             | 火           | 水             | 木             |
| ---------------------------- | -------------- | ------------ | -------------- | -------------- |
| 2008年3月31日 - 2009年4月3日 | 藤崎マーケット | ジャルジャル | プラスマイナス | スマイル       |
| 2009年4月6日 - 2010年4月1日  | ジャルジャル   | スマイル     | プラスマイナス | 藤崎マーケット |
| 2010年4月7日 - 2011年1月27日 | ジャルジャル   | スマイル     | 銀シャリ       | かまいたち     |

## コーナー
月曜
- ジャルメールのコーナー
- ジャル喜利のコーナー
- ジャルジャルどっち派!?のコーナー
- 今日のジャルジャルに一言！
- ジャルジャルアドリブショーR

火曜
- マッチングスマイル
- スマイル流ツッコミ逆引き辞典
- スマイルのワールド・スパイラル
- このはなし、何ウーイェイ？
- よしたかくんに言わせたい一言

水曜
- みんなで当てよう！うなちゃんQ
- うなちゃんのNEVER NEVERリクエスト

木曜
- The文章
- 突然テレフォンでどうぞ！
- リサイクルザ単語